# Гански, Диана
Диана Гански (нем. Diana Gansky, до замужества — Заксе (нем. Sachse); род. 14 декабря 1963, Берген-на-Рюгене, Мекленбург — Передняя Померания) — немецкая метательница диска, серебряный призёр летних Олимпийских игр (1988).

## Биография
Родилась 14 декабря 1963 года в городе Берген-ауф-Рюген, округ Росток.
В 1981 году выиграла чемпионат Европы среди юниоров в возрасте 17 лет, а спустя некоторое время смогла тренироваться со взрослой командой ГДР. С самого начала она стояла в тени Мартины Хелльман, которая совсем недавно стала чемпионкой Европы. За свою спортивную карьеру Гански смогла 24 раза преодолеть дистанцию в 70 метров, больше, чем любая другая женщина в этом виде спорта. Гански установила свой личный рекорд в 74,08 метра 20 июня 1987 года в Хемнице, который являлся рекордом ГДР до 9 июля 1988 года.
На летних Олимпийских играх 1988 года в Сеуле она смогла завоевать серебряную медаль, уступив только Хелльман.
После ухода из спорта Гански изучала спортивные науки, а после воссоединения Германии стала работать физиотерапевтом.

## Основные результаты
| Год  | Соревнования                   | Место проведения    | Место | Результат  |
| ---- | ------------------------------ | ------------------- | ----- | ---------- |
| 1981 | Чемпионат Европы среди юниоров | Утрехт, Нидерланды  | 1     | 57,30 м    |
| 1986 | Игры доброй воли               | Москва, СССР        | 3     | 68,46 м    |
| 1986 | Чемпионат Европы               | Штутгарт, ФРГ       | 1     | 71,36 м    |
| 1987 | Кубок Европы                   | Прага, Чехословакия | 1     | 73,90 м    |
| 1987 | Чемпионат мира                 | Рим, Италия         | 2     | 70,12 м    |
| 1988 | Летние Олимпийские игры        | Сеул, Южная Корея   | 2     | 71,88 м OR |